# Médersa Tachfinia
La Médersa Tachfinia (ou Tachfinya)  (en arabe : المدرسة التاشفينية) était une mosquée-université, fondée en l’an 1320 à Tlemcen (Algérie) sous la dynastie des Zianides. Cette université religieuse était, jusqu'à sa destruction par les Français, l'une des plus prestigieuses du pays.

## Histoire
En 1873 elle fut détruite par les Français. Ses démolisseurs firent des relevés de l'édifice avant sa démolition. Elle serait en phase de réhabilitation par une équipe de spécialistes et historiens algériens grâce à des documents et des débris laissés par les Français. Parmi ces documents, on retrouve un tracé mis au point par l’officier Slomens, expert en génie civil, avec la collaboration de l’architecte De Toit, qui délimite parfaitement les dimensions et formes architecturales distinguant cette médersa. Tous les historiens s’accordent à dire qu’elle représentait un joyau de l’art mauresque. Avant sa destruction quelques mosaïques et décorations ont été mises en caisses, et furent attribuées, partie au Musée de Tlemcen, partie au Musée des antiquités d’Alger et quelques beaux fragments expédiés au Musée du Louvre,.
La médersa, édifiée en février 1320, sous le règne du sultan Abû Tâshfîn, fils d'Abou Hammou Moussa Ier. À l'époque, elle était l'équivalente de l'université Zitouna de Tunis ou de l'université Al Quaraouiyine de Fès.
La Tachfinya aurait été l’une des plus prestigieuses écoles de la capitale des Zianides qui a contribué à la diffusion du savoir à travers les contrées du Maghreb. La notoriété de l’école Tachfinya repose sur son implantation entre le site historique du Mechouar, abritant l’ancien palais royal et ses annexes, et la Grande Mosquée de Tlemcen. Selon les historiens, il existerait un tunnel reliant le Mechouar et ce lieu cultuel qu’empruntait la famille gouvernante pour se rendre à cette mosquée loin des regards.
Son rayonnement culturel durant plus de cinq siècles et demi s’est propagé jusqu’à l’Orient et l’Andalousie, selon des récits historiques qui qualifient Tlemcen de pôle scientifique et culturel important, marqué par « l’édification de cet établissement pour soutenir le mouvement intellectuel qui a atteint son apogée à cette époque ». D’éminents étudiants fréquentèrent cette médersa et des savants bien connus y enseignaient. Elle contribua à la formation, entre autres, de Abu El Hassan Et-tounsi, et de Ibrahim Bnu Hassan Bnu Ishaq Et-tounsi, l’un des plus grands jurisconsultes, chargé des fatwas et d’enseignement.
L’école continua à prospérer jusqu’à sa destruction. À son emplacement fut édifiée la mairie de Tlemcen. En 2009, la mairie a été transférée dans un nouveau bâtiment, et elle fut aménagée pour abriter le Musée national d'art et d'histoire de Tlemcen. Une place publique a été érigée sur les mêmes lieux, et des rencontres ont été organisées pour examiner les moyens et la possibilité de la réhabilitation de la médersa.
|                                                       |
| La médersa dans les années 1870, avant sa démolition. |

| |
| Dessin aquarelle de 1873 reproduisant des échantillons de la décoration de zellige dans la Médersa Tachfinia XIVe siècle. |

| |
| Illustration du zellige au seuil de la salle de prière de la médersa (dessiné par Édouard Danjoy en 1873). |

## Référencement